# (9432) Iba
(9432) Iba est un astéroïde de la ceinture principale.

## Description
(9432) Iba est un astéroïde de la ceinture principale. Il fut découvert le 1er février 1997 à Ōizumi par Takao Kobayashi. Il présente une orbite caractérisée par un demi-grand axe de 2,36 UA, une excentricité de 0,03 et une inclinaison de 7,2° par rapport à l'écliptique.

## Nom
L'objet est nommé en l'honneur de Yasuaki Iba, l'homme qui a révélé aux occidentaux que la nébuleuse du Crabe de 1054 a été notée dans les textes de l'époque. 

## Compléments